# Власенко, Ольга Прокофьевна
Ольга Прокофьевна Власенко (бел. Вольга Пракопаўна Уласенка; 20 августа 1913 — 30 июля 1996) — Герой Социалистического Труда (1966).

## Биография
Родилась 20 августа 1913 года в п. Парадина Могилевской губернии.
В 1933—1969 годах свинарка колхоза «1 Мая» Мстиславского района, Могилевской области, передовик сельскохозяйственного производства.
Умерла 30 июля 1996 года.

## Награды
- Звание Героя Социалистического Труда присвоено в 1966 году за успехи в развитии животноводства и увеличении производства и заготовок мяса[1].
- Награждена орденом Ленина, медалью.